# 蒂克略斯區
蒂克略斯區（西班牙語：Distrito de Ticllos），是秘魯的一個區，位於該國北部安卡什大區的博洛涅西省，始建於1857年1月2日，面積89.41平方公里，海拔高度3,655米，2005年人口810，人口密度為每平方公里9.1人。